# Pierre Fritel
Pierre Fritel, né le 5 juillet 1853 à Paris et mort le 7 février 1942 à Rochefort-en-Yvelines, est un peintre, sculpteur et graveur français.

## Biographie
Admis en 1872 aux Beaux-arts de Paris, Pierre Fritel est élève d'Aimé Millet et d'Alexandre Cabanel. Il expose au Salon à partir de 1876. Il obtient en 1877 le second grand prix de Rome pour son interprétation de La Prise de Rome par les Gaulois, et part faire son séjour romain à la villa Médicis.
Ses toiles abordent des sujets religieux (Un Martyr, hôtel de ville d'Ambert), historiques (Les Conquérants, musée de Lucerne) et mythologiques.
Il réalise des décors muraux à la basilique Saint-Martin de Tours.
On lui doit également les cartons des 21 vitraux classés monument historique qui illustrent la Bataille de Bouvines (1214) dans l'église Saint-Pierre de Bouvines.
Il était lié à Charles Péguy.

## Œuvres dans les collections publiques
- Dunkerque, beffroi : Monument aux morts de 1914-1918, 1923, en collaboration avec Charles Marquette.
- Lons-le-Saunier, musée des Beaux-Arts : La Prise de Rome par les Gaulois, 1877.
- Paris :
  - Bibliothèque nationale de France : Le Rêve des héros, 1919, gravure.
  - École nationale supérieure des beaux-arts : Dieu montre à Moïse la terre de Chanaan, 1876, deux esquisses, huiles sur toile, 33 × 41 cm.
  - maison de Victor Hugo : Torquemada, vers 1893, huile sur bois[2].
  - ministère de l'Instruction publique : Portrait de Joseph Lakanal, 1879, huile sur toile, localisation actuelle inconnue.
- Tours, basilique Saint-Martin : peintures murales.

## Ouvrages illustrés
- Auguste Leroux et Louis Barthou (préf.), Le Livre d’Or de la Banque de France, avec Henri Bellery-Desfontaines, Paris, Éd. Pelletan / Imprimerie nationale, 1909.

Œuvres de Pierre Fritel
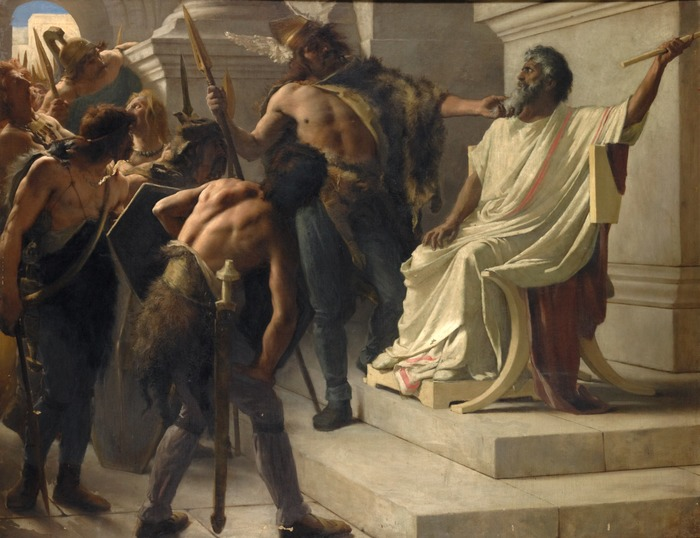
La Prise de Rome par les Gaulois (1877), Lons-le-Saunier, musée des Beaux-Arts.
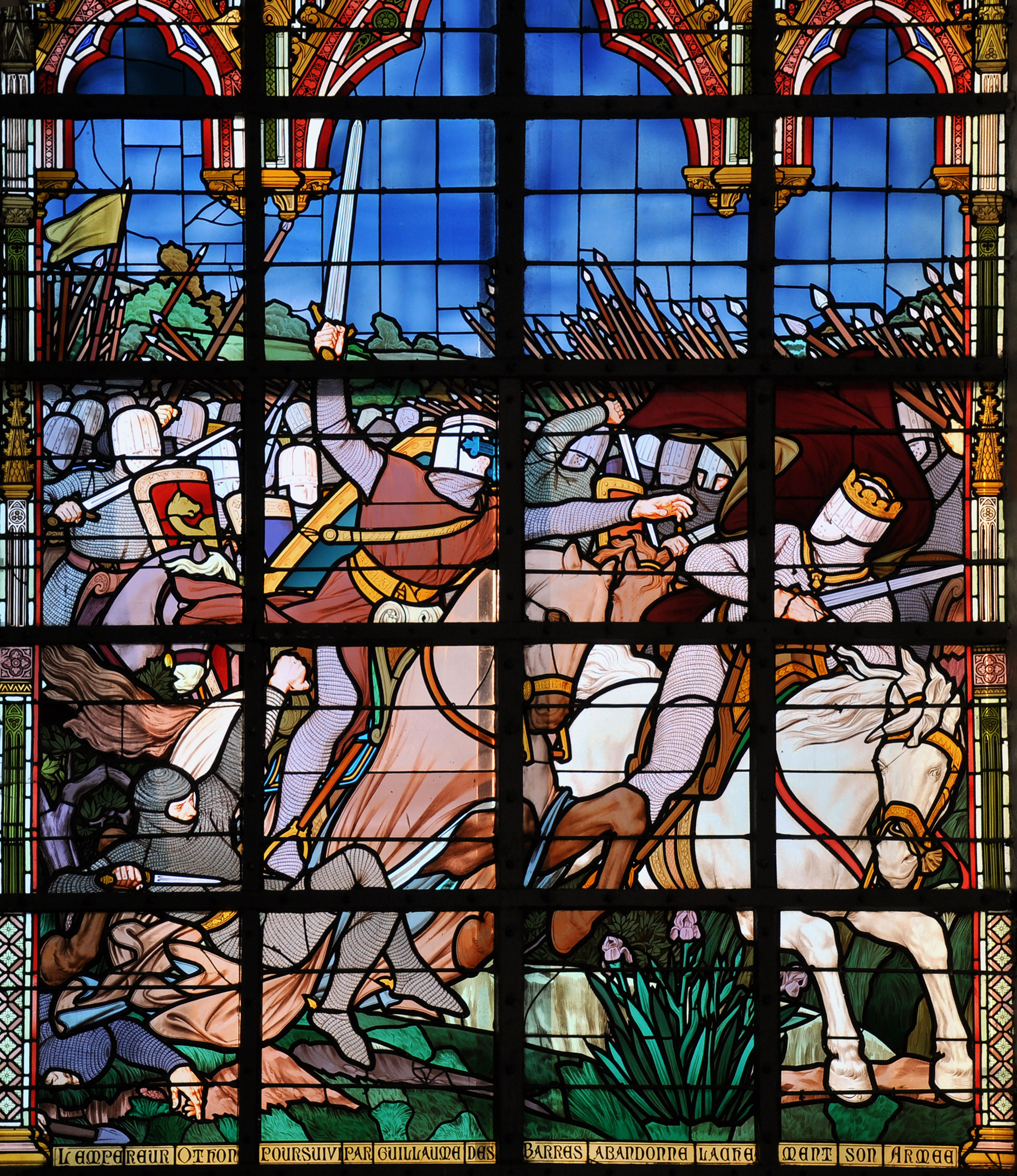
Un des vitraux de la Bataille de Bouvines (1214) (vers 1889), de Champigneulle d'après un carton de Fritel, église Saint-Pierre de Bouvines.
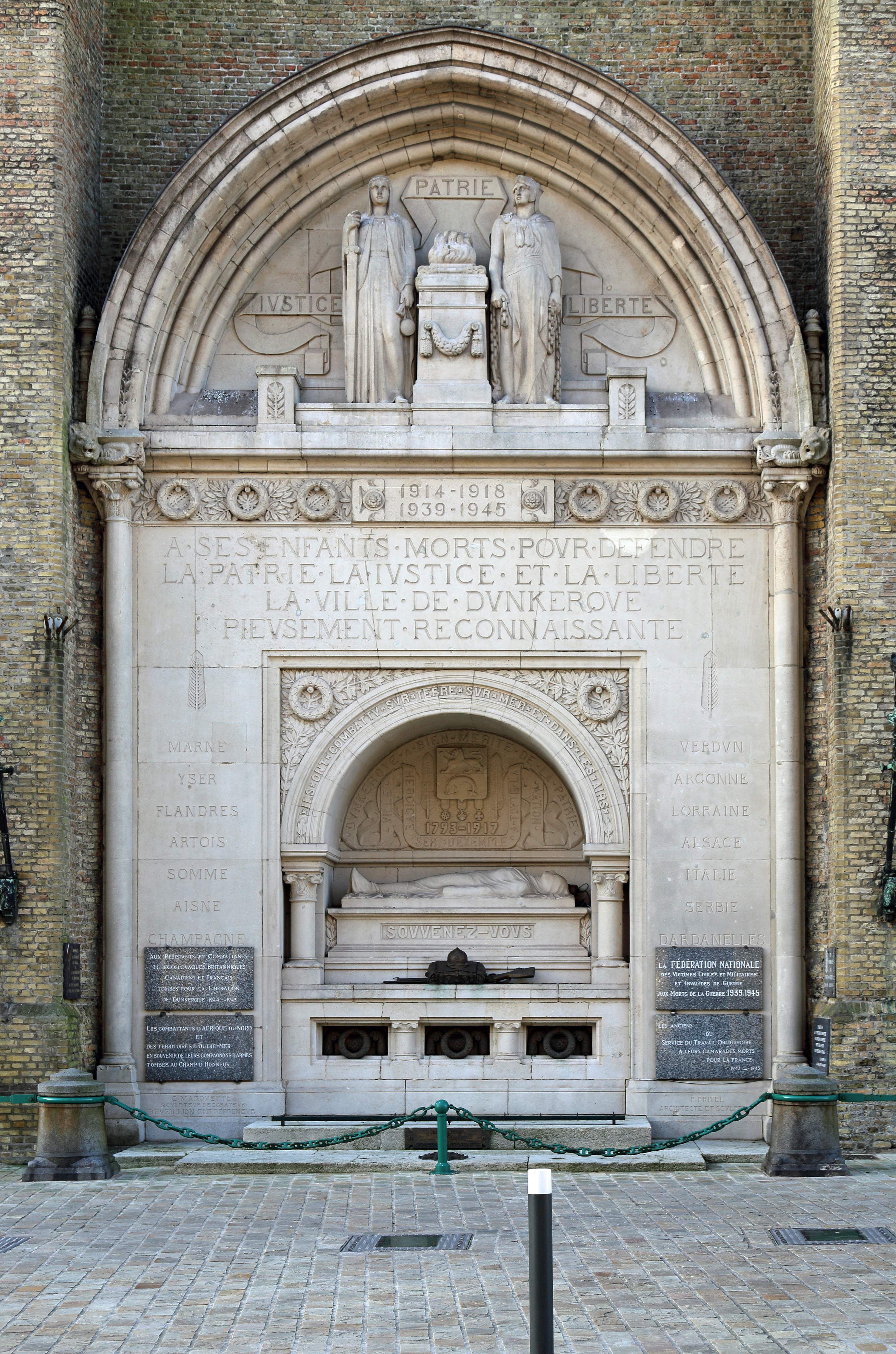
Monument aux morts (1923), beffroi de Dunkerque.